# Station South Bank
South Bank is een spoorwegstation van National Rail in South Bank, Redcar and Cleveland in Engeland. Het station is eigendom van Network Rail en wordt beheerd door Northern Rail. Het station is geopend in 1984.